# Idirisu Mohammed Biyira
Idirisu Mohammed Biyira (* 9. August 1953 in Navrongo) ist ein ghanaischer Diplomat.

## Leben
Von 1966 bis 1973 besuchte Biyira das Gymnasium in Tarkwa. Danach studierte er an der University of Ghana und erlangte dort 1976 den Bachelor of Arts in Englisch und Geschichte. Von 1976 bis September 1977 war er Vorstand der Wahlkommission in Accra. Im Dezember 1977 wurde er Wahlvorstand in Cape Coast.
Im September 1978 trat Biyira in dem auswärtigen Dienst. Von 1984 bis 1988 wurde er in der ghanaischen Mission in Kairo beschäftigt. Von 1992 bis 1996 war er in Rom und von 1998 bis 2002 in Abuja tätig. Von 2002 bis Januar 2004 arbeitete er in der Mission New York City. Vom 16. Juni 2004 bis 23. Februar 2010 war er Botschafter in Kinshasa.